# الأزمة الشرقية الكبرى
بدأت الأزمة الشرقية الكبرى في 1875-1878 في أراضي الدولة العثمانية في شبه جزيرة البلقان في عام 1875 إثر اندلاع عدة انتفاضات وحروب أسفرت عن تدخل القوى الدولية، وانتهت مع معاهدة برلين في يوليو 1878.
وتسمى أيضًا (بالصربوكرواتية: Velika istočna kriza)‏. التركية: Şark Buhranı ("الأزمة الشرقية"، للأزمة عمومًا)، وRamazan Kararnamesi  ("مرسوم شهر رمضان"، بسبب التخلف عن السداد المعلن عنه في 30 أكتوبر 1875) و 93 Harbi ("حرب 93"، بسبب الحرب على شبه جزيرة البلقان بين 1877-1878، في إشارة خاصة إلى الحرب الروسية التركية عام 1293 على التقويم الرومي الإسلامي الموافق لعام 1877 على التقويم الغريغوري).

## الخلفية

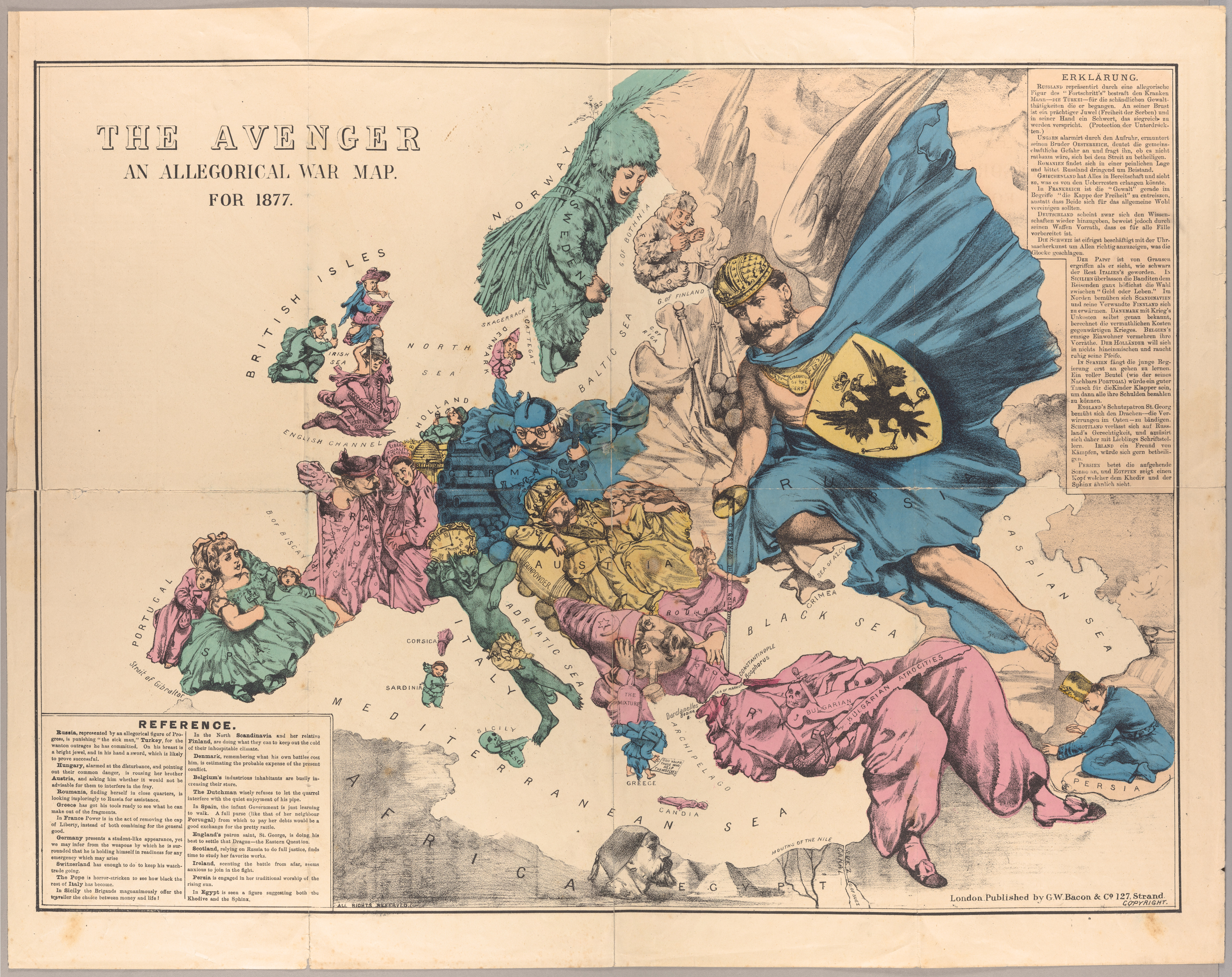
The Avenger: An Allegorical War Map for 1877 by Fred. دبليو روز، 1872: تعكس هذه الخريطة "الأزمة الشرقية الكبرى" والحرب الروسية التركية اللاحقة 1877-1878.

تدهورت حالة الإدارة العثمانية في البلقان طوال القرن التاسع عشر، حيث فقدت الحكومة المركزية في بعض الأحيان السيطرة على مقاطعات بأكملها. لم الإصلاحات التي فرضتها القوى الأوروبية سوى القليل لتحسين أوضاع السكان المسيحيين، وفي الوقت نفسه تسببت في استياء جزء كبير من السكان المسلمين. عانت البوسنة من موجتي تمرد من قبل السكان المسلمين المحليين، كان آخرها في عام 1850. توحدت النمسا بعد الاضطرابات التي وقعت في النصف الأول من القرن وسعت إلى تنشيط سياستها المتمثلة في التوسع على حساب الدولة العثمانية. وفي الوقت نفسه، سعت إمارات صربيا ومونتيغيرو المتمتعة بالحكم الذاتي بحكم الواقع إلى التوسع في المناطق التي يسكنها مواطنوها. لقد كانت المشاعر القومية والوحدوية قوية وتشجعها روسيا وعملائها.

### الأزمة الاقتصادية العثمانية والتقصير
في 24 أغسطس 1854، خلال حرب القرم، حصلت الدولة العثمانية على قروضها الخارجية الأولى. لقد دخلت الدولة حيز القروض اللاحقة، وذلك من أجل تمويل بناء السكك الحديدية وخطوط التلغراف، وجزئيًا لتمويل العجز بين الإيرادات والنفقات الفخمة للبلاط العثماني، مثل بناء قصور جديدة على مضيق البوسفور في القسطنطينية. لاحظ بعض المعلقين الماليين أن شروط هذه القروض كانت مواتية بشكل استثنائي للبنوك البريطانية والفرنسية (التي تملكها عائلة روتشيلد) مما سهلها، في حين أشار آخرون إلى أن الشروط تعكس رغبة الإدارة الإمبراطورية في إعادة تمويل ديونها باستمرار. كما أنفق مبلغ كبير من المال لبناء سفن جديدة للبحرية العثمانية في عهد السلطان عبد العزيز (حكم في الفترة من 1861 إلى 1876). وفي عام 1875، كان لدى البحرية العثمانية 21 سفينة حربية و173 سفينة حربية من أنواع أخرى، والتي شكلت ثالث أكبر أسطول بحري في العالم بعد أسطول القوات البحرية البريطانية والفرنسية. ومع ذلك، فقد شكلت كل هذه النفقات، عبئًا كبيرًا على الخزانة العثمانية. وفي غضون ذلك، تسبب الجفاف الشديد في الأناضول في عام 1873 والفيضانات في عام 1874 في حدوث مجاعة واستياء واسع النطاق في قلب الدولة العثمانية. لقد حال النقص الزراعي دون تحصيل الضرائب اللازمة وهو ما أجبر الحكومة العثمانية على إعلان التخلف السيادي عن سداد القروض الأجنبية في 30 أكتوبر 1875 وزيادة الضرائب في جميع محافظاتها، بما في ذلك البلقان.

### الانتفاضات والحروب في البلقان
أثار قرار زيادة الضرائب لسداد ديون الدولة العثمانية للدائنين الأجانب غضبًا في مقاطعات البلقان، والذي توج بالأزمة الشرقية الكبرى وفي النهاية باندلاع الحرب الروسية التركية (1877-1878) التي وفرت الاستقلال أو الحكم الذاتي للأمم المسيحية في أراضي البلقان في الإمبراطورية مع معاهدة برلين اللاحقة في عام 1878. ومع ذلك، كانت الحرب كارثية على الاقتصاد العثماني المتعثر بالفعل، وتم تأسيس إدارة الدين العام العثماني في عام 1881، والتي أعطت السيطرة على عائدات الدولة العثمانية للدائنين الأجانب. لقد جعل هذا حاملي السندات الدائنين الأوروبيين، وأصحاب الحقوق الخاصة لإدارة الدين العام العثماني يجمعون أنواع مختلفة من الإيرادات الضريبية والجمركية. وفي أثناء وبعد الحرب الصربية العثمانية في الفترة من 1876 إلى 1978، تم طرد ما بين 30,000 و 70,000 مسلم، معظمهم من الألبان، من قبل الجيش الصربي من سنجق نيتش وهربوا إلى ولاية كوسوفو.

## العواقب
بعد معاهدة برلين لعام 1878، أرسلت النمسا والمجر حامية عسكرية في ولاية البوسنة العثمانية والسنجق العثماني في نوفي بازار، والتي لا تزال رسميًا (بحكم القانون) أراضي عثمانية. وعلى إثر الفوضى التي حدثت أثناء ثورة تركيا الفتاة في عام 1908، أعلنت بلغاريا استقلالها الرسمي في 5 أكتوبر 1908. وفي اليوم التالي، ضمت النمسا والمجر البوسنة من جانب واحد في 6 أكتوبر 1908، لكنها سحبت قواتها العسكرية من نوفي بازار من أجل التوصل إلى حل وسط مع الحكومة العثمانية وتجنب الحرب (فقدت الدولة العثمانية سنجق نوفي بازار في حروب البلقان في العامين 1912 و1913.)
في عام 1881، احتلت فرنسا تونس العثمانية، بحجة أن القوات التونسية قد عبرت الحدود إلى مستعمرتهم الجزائر، والتي كانت في السابق تابعة للدولة العثمانية حتى عام 1830. عقب عام، وفي عام 1882، احتلت الإمبراطورية البريطانية الخديوية العثمانية في مصر، بحجة تقديم مساعدة عسكرية للعثمانيين لإخماد ثورة عرابي (أعلنت بريطانيا فيما بعد مصر محمية بريطانية في 5 نوفمبر 1914، ردًا على قرار الحكومة العثمانية بالانضمام إلى الحرب العالمية الأولى إلى جانب قوى المركز.) تجدر الإشارة إلى أن الحكومة العثمانية قد أعلنت مرارًا عن عائدات الضرائب من مصر كضمانة للاقتراض من البنوك البريطانية والفرنسية. كانت الحكومة العثمانية في وقت سابق قد أجَّرت قبرص إلى بريطانيا في عام 1878، في مقابل دعم بريطاني في مؤتمر برلين في نفس العام (لقد ضُمت قبرص في وقت لاحق من قبل بريطانيا في 5 نوفمبر 1914، لنفس السبب المذكور أعلاه فيما يتعلق بالمشاركة العثمانية في الحرب العالمية الأولى.) ومن خلال الحصول على قبرص ومصر، اكتسبت بريطانيا موطئ قدم مهم في شرق البحر الأبيض المتوسط وسيطرت على قناة السويس، بينما زادت فرنسا أراضيها في الساحل الغربي للبحر الأبيض المتوسط في شمال أفريقيا بإضافة تونس إلى إمبراطوريتها كمحمية فرنسية.

## التسلسل الزمني للأزمات الشرقية العظمى وتبعاتها
- انتفاضة الهرسك (1875-1877)
- انتفاضة أبريل (1876)
- تمرد رازلوفتسي (عام 1876)
- في 28 يونيو 1876، أعلنت مونتيغيرو وصربيا الحرب على الدولة العثمانية.
- الحرب الصربية العثمانية (1876-1878)
- الحرب المونتنيغرية العثمانية (1876–1878)
- الحقبة الدستورية الأولى (1876-1878)
- مؤتمر القسطنطينية (1876-1877)
- الحرب الروسية التركية (1877-1878)
  - حرب الاستقلال الرومانية
  - الإدارة الروسية المؤقتة في بلغاريا
  - معاهدة سان ستيفانو (عام 1878)
- طرد الألبان 1877-1878
- مؤتمر برلين (عام 1878)
- انتفاضة كومانوفو (عام 1878)
- تمرد مقدوني يوناني (عام 1878)
- ثورة إيبيروس عام 1878
- ثورة كريت (عام 1878)
- الحملة النمساوية المجرية في البوسنة والهرسك عام 1878
- انتفاضة كريسنا ورازلوغ (عام 1878)

### المعاهدات
- اتفاقية الرايخشتات
- اتفاقية بودابست لعام 1877
- معاهدة سان ستيفانو
- اتفاقية قبرص
- معاهدة برلين (1878)

### العواقب
- المسألة الأرمنية
- عصبة بريزرن (1878)
  - معارك بلاف وجوسيني (1879-1880)
- حلف هالبا (1878)
- التحالف المزدوج (1879)
- الثورة العرابية (1879-1882)
- تمرد برشاك (1880-1881)
- الغزو الفرنسي لتونس (1881)
- التحالف الصربي النمساوي لعام 1881
- اتفاقية القسطنطينية (1881)
- ثورة الهرسك (1882)
- الاحتلال البريطاني لمصر (1882)
- التحالف النمساوي الهنغاري الألماني الروماني (1883)
- تيموك ريبيل (1883)
- الأزمة البلغارية (1885-1888)